# عبدالرضا (کرخه)
عبدالرضا، روستایی در دهستان شاوور بخش شاوور شهرستان کرخه در استان خوزستان ایران است.

## جمعیت
بر پایه سرشماری عمومی نفوس و مسکن در سال ۱۳۹۵، جمعیت این روستا برابر با ۱۶۴ نفر (۴۳ خانوار) بوده‌است.